# Kanton Saint-Thégonnec
Der Kanton Saint-Thégonnec war bis 2015 ein französischer Wahlkreis im Arrondissement Morlaix, im Département Finistère und in der Region Bretagne; sein Hauptort war Saint-Thégonnec.

## Gemeinden
Der Kanton umfasste fünf Gemeinden:
| Gemeinde                    | Bretonisch             | Einwohner (2022) | Fläche (km²) | Code postal | Code Insee |
| --------------------------- | ---------------------- | ---------------- | ------------ | ----------- | ---------- |
| Le Cloître-Saint-Thégonnec  | Ar C'hloastr-Plourin   | 644              | 28.48        | 29410       | 29034      |
| Loc-Eguiner-Saint-Thégonnec | Logeginer-Sant-Tegoneg | 336              | 8.02         | 29410       | 29127      |
| Pleyber-Christ              | Pleiber-Krist          | 3.175            | 45.47        | 29410       | 29163      |
| Plounéour-Ménez             | Plouneour-Menez        | 1.298            | 51.74        | 29410       | 29202      |
| Saint-Thégonnec             | Sant-Tegoneg           | 3.118            | 41.76        | 29410       | 29266      |
| Kanton                      | Sant-Tegoneg           | 8001             | 175.47       | -           | 2940       |

## Bevölkerungsentwicklung
| 1962 | 1968 | 1975 | 1982 | 1990 | 1999 | 2006 | 2012 |
| ---- | ---- | ---- | ---- | ---- | ---- | ---- | ---- |
| 6899 | 6657 | 6603 | 7043 | 6952 | 7127 | 7678 | 8001 |